# Smithiomyces mexicanus
Smithiomyces mexicanus är en svampart som först beskrevs av William Alphonso Murrill, och fick sitt nu gällande namn av Rolf Singer 1944. Smithiomyces mexicanus ingår i släktet Smithiomyces och familjen Agaricaceae.   Inga underarter finns listade i Catalogue of Life.